# Brilstormvogel
De brilstormvogel (Procellaria conspicillata) is een vogel uit de familie van de stormvogels en pijlstormvogels (Procellariidae). Het is een kwetsbare zeevogelsoort van het Zuidelijk halfrond.

## Kenmerken
De vogel is 55 cm lang en weegt 1010 tot 1315 g. De vogel lijkst sterk op de witkinstormvogel. De vogel is grotendeels donkerbruin gekleurd met wit rond het gezicht en de kin en rond het oog. Dit patroon vertoont individuele variatie.

## Verspreiding en leefgebied
De brilstormvogel komt voor in het zuiden van de Atlantische oceaan en broedt uitsluitend op het eiland Inaccessible in de Tristan da Cunha archipel. De vogel broedt op met natte heide begroeide heuvels op 250 tot 500 m boven zeeniveau waar de vogel holen maakt in de oevers van rivier- en beekdalen.

## Status
De grootte van de populatie werd in 2011 door BirdLife International geschat op 38.000 individuen. De aantallen broedvogels zijn tussen 1999 en 2004 toegenomen. Er blijft echter een risico dat invasieve zoogdieren zoals ratten en verwilderde katten de kuikens en eieren van deze zeevogels prederen. Daarnaast is de langelijnvisserij in het zeegebied schadelijk omdat de vogels als ongewilde bijvangst in grote aantallen sterven. Om deze redenen staat deze soort als kwetsbaar op de Rode Lijst van de IUCN.

## Taxonomie
De vogel werd in 1844 door John Gould voorzichtig als misschien een aparte soort beschreven, maar lange tijd toch beschouwd als een ondersoort van de witkinstormvogel (P. aequinoctialis). DNA-onderzoek gepubliceerd in 2009 wees uit dat een aparte soortstatus verdedigbaar is.